# Endotricha rogenhoferi
Endotricha rogenhoferi is een vlinder uit de familie snuitmotten (Pyralidae). De wetenschappelijke naam is voor het eerst geldig gepubliceerd in 1892 door Rebel.
De soort komt voor in Europa.